# Šainovac (okręg niszawski)
Šajinovac (cyr. Шаиновац) – wieś w Serbii, w okręgu niszawskim, w gminie Doljevac. W 2011 roku liczyła 898 mieszkańców.